# Wamsutta
Wamsutta (m. 1662) fou un cabdill wampanoag, també conegut com a Alexander. Era fill gran del cap Massassoit i germà de Metacomet; va succeir el seu pare com a sachem (cap) dels wampanoag el 1660. Va intentar mantenir l'aliança amb la gent de Plymouth, però va emmalaltir després d'una reunió (potser fou apallissat pels blancs) i va morir el 1662.